# Pavel Ivánovich Pestel

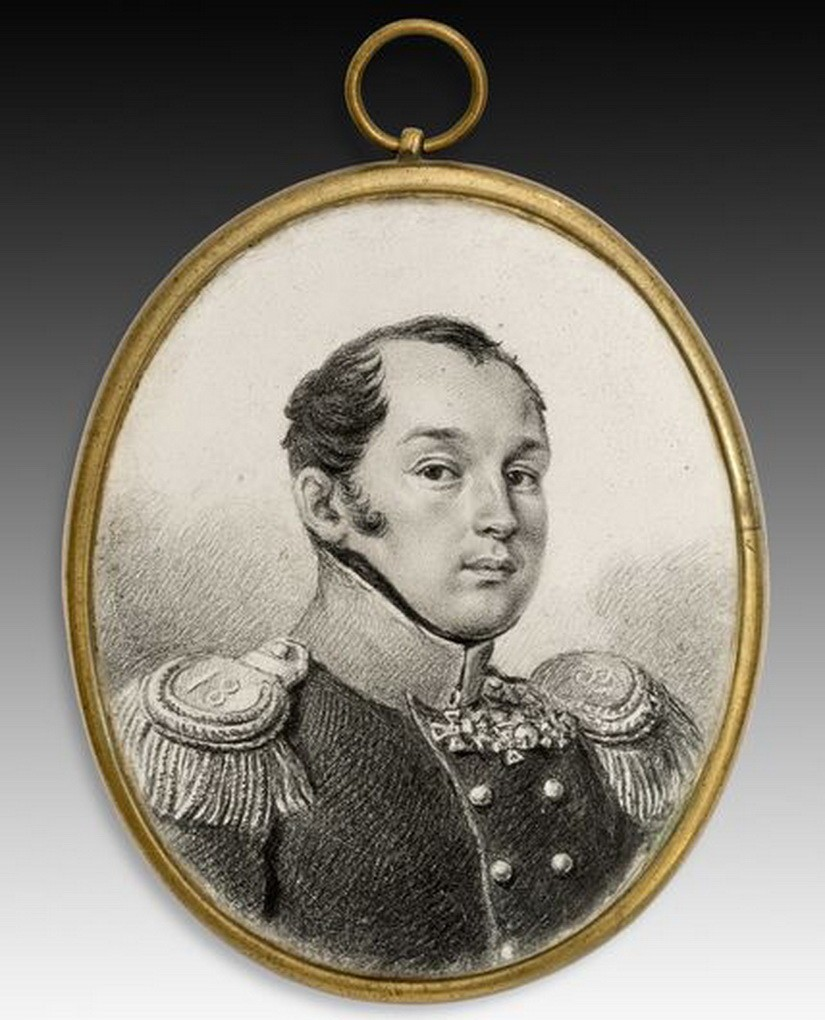
Pável Péstel

Pável Ivánovich Péstel (5 de julio de 1793 - 25 de julio de 1826), fue un revolucionario e ideólogo ruso de la Revuelta Decembrista.

## Biografía
Entre los años de 1805 y 1809, Pável estudió en Dresde. Para 1810, ya era estudiante del Cuerpo de Pages. Tiempo después Péstel fue enviado al regimiento lituano de Guardia Lieib. Tomó parte en la Guerra Patria de 1812 y las campañas militares extranjeras de 1813-1814. En 1821, Péstel fue nombrado comandante del Regimiento de la Infantería Vyatka, en Tulchín, óblast de Vínnitsa, Ucrania, donde el ilustrado general Pável Kiselyov acogió con satisfacción oficiales de mentalidad liberal.
En 1816, se convirtió en un miembro de la Unión de Salvación (Союз спасения) y uno de los autores de su Carta. En 1818, Péstel organizó una sociedad secreta llamada la Unión de la prosperidad (Союз благоденствия). Consiguió que todos los miembros de la sociedad estuviesen de acuerdo con él, sentando así las bases para la tradición republicana en el movimiento de emancipación de Rusia. Al mismo tiempo, Péstel habló en apoyo del regicidio y de la eliminación física de todos los miembros de la familia real. En marzo de 1821, se convirtió en el líder de la Sociedad del Sur de la Revuelta decembrista. Péstel abogó por la fusión de la Sociedad del Norte de la Revuelta Decembrista con la anterior e incluso viajó a San Petersburgo en 1824 para tratar de hacer que eso sucediera.
A partir de 1821, Péstel estuvo trabajando en un proyecto de reformas sociales y económicas en Rusia, que más tarde lo llamaría Rússkaya Pravda (Русская правда) y que sería aprobado como un programa político. En la segunda edición de la Rússkaya Pravda se manifiesta una mayor democratización de las opiniones de Péstel. Se exigió una inmediata emancipación de los siervos de Rusia con sus tierras, las limitaciones del derecho a la propiedad de la tierra, la creación de tierras públicas y privadas de fondos, la eliminación de los privilegios de clase, y la concesión de derechos políticos a los hombres de más de 20 años de edad. 
Péstel fue un firme defensor de la República y la centralización estatal. Según su resumen de la Rússkaya Pravda llamada "Constitución. Precepto de Estado" (Конституция. Государственный завет), una cámara del Veche Popular (Народное вече) se convertiría en el órgano legislativo. Como Duma Soberana (Державная дума) se pronunciaría el Poder Ejecutivo. Al Sobor Supremo (Верховный собор) se le daría el poder judicial. En 1825, Péstel llevó a cabo negociaciones con la Sociedad Patriótica polaca, discutiendo la posibilidad de acciones conjuntas revolucionarias.
El 13 de diciembre de 1825, Péstel fue detenido en Tulchín. Fue ahorcado con otros cuatro en la Fortaleza de San Pedro y San Pablo, el 25 de julio de 1826.
- Datos: Q544934
- Multimedia: Pavel Pestel / Q544934